# Cadre-47/2-Weltmeisterschaft

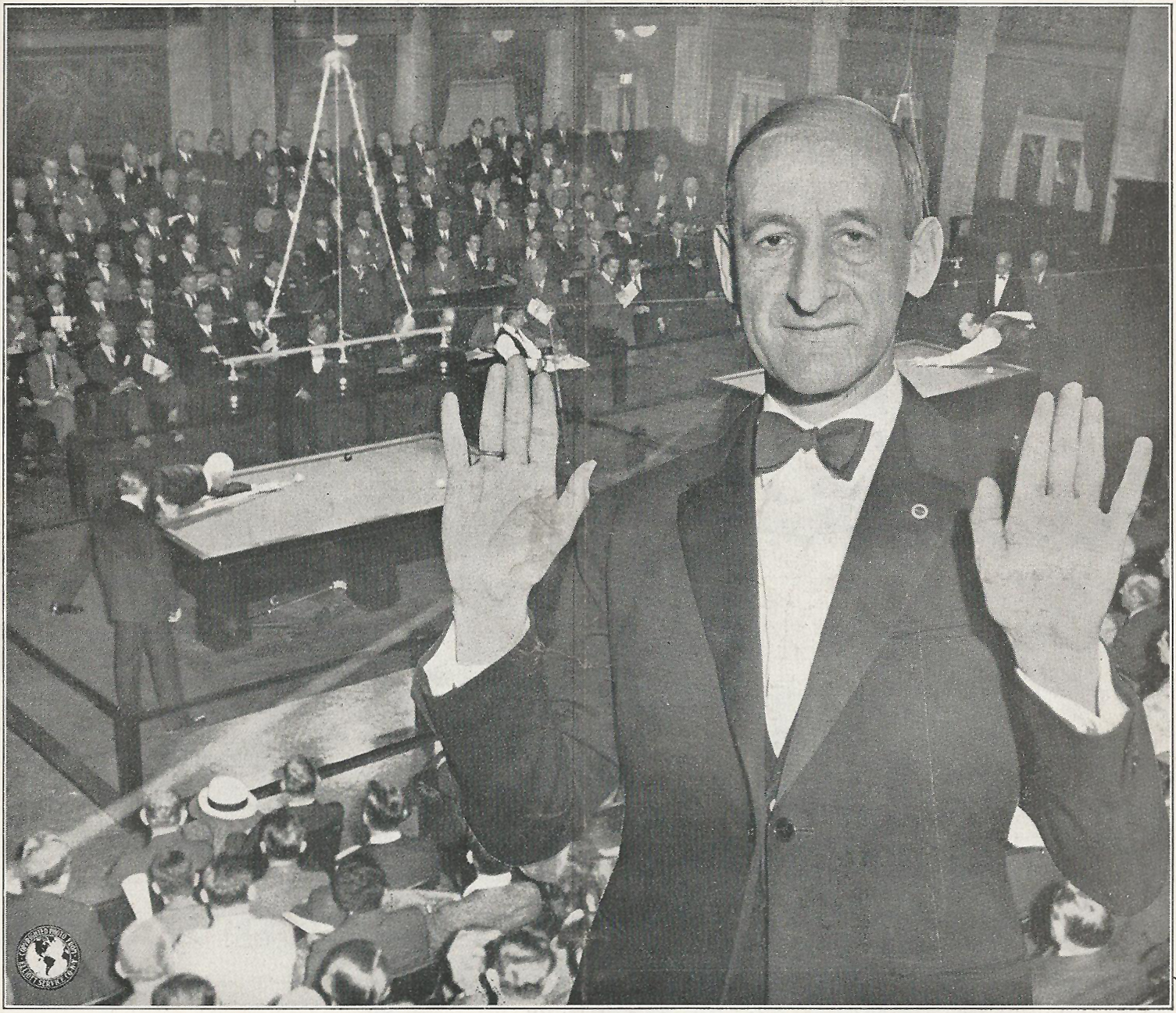
Albert Poensgen bei der Cadre-45/2-Weltmeisterschaft 1932 in New York im Turniersaal des „Elks Club“ bei seiner Titelverteidigung. Am Tisch links spielt Carl Foerster (GER), stehend daneben Schiedsrichter Albert Cutler. Am rechten Tisch spielt Worth Bergherm (USA), auf dem Stuhl zwischen beiden Tischen sitzt Francis S. Appleby (USA).

Die Cadre-47/2-Weltmeisterschaft (bis 1947 Cadre 45/2) wird seit 1903 in der Karambolagevariante Cadre 47/2 ausgetragen. Ausgerichtet wurde sie zunächst von der damaligen Fédération Française de Billard (FFB) (1903–1913), von 1914 bis 1923 von der FFAB (Fédération Française des Amateurs de Billard), 1924 von der Fédération Internationale des Amateurs de Billard (FIAB), danach von der Union Internationale des Fédérations des Amateurs de Billard (UIFAB; 1925–1959) und seit 1959 von der heutigen UMB (Union Mondiale de Billard). Es gab zwischen 1903 und 1913 einen zweiten Karambolageverband, die Fédération des Sociétés Françaises des Amateurs de Billard (FSFAB). Auch dieser richtete Weltmeisterschaften aus, aber vorwiegend Profi-Weltmeisterschaften, die aber nicht von der FFAB nach der Vereinigung der FSFAB und FFB anerkannt wurden. Diese Vereinbarung übernahm später auch die UMB. Alle genannten Verbände gehen auf die FSFAB zurück und entstanden im Laufe der Jahre durch Vereinigung und Umbenennungen.

## Geschichte
Bis Anfang der 20er Jahre war die Cadre-45/2-Weltmeisterschaft die einzige, die gespielt wurde. Im Carambolbereich war es in dieser Zeit die populärste Spielart, bevor es international durch weitere Disziplinen ergänzt wurde. Es gab in den letzten 40 Jahren nur noch eine Weltmeisterschaft, da diese Disziplin nicht mehr dem heutigen Schwierigkeitsgrad standhält. Im Cadre 47/2 werden heute Durchschnitte gespielt wie vor Jahren noch in der Freien Partie. Dadurch hat das Interesse an Weltmeisterschaften in dieser Disziplin, wie vor vielen Jahren in der Freien Partie, stark nachgelassen. Somit war wohl die Weltmeisterschaft 2003 nach 100 Jahren die letzte die in dieser Disziplin ausgetragen wurde. Die Cadre-47/2-Europameisterschaft findet hingegen noch regelmäßig statt.
Die Ergebnisse von 1903 bis 1909 sind in den heutigen Archiven nicht mehr komplett zu ermitteln.
Rekordsieger ist der Belgier Théo Moons, aktueller Titelträger ist Frédéric Caudron aus Belgien.

## Modus
Bis 1909 wurden die Turniere bis 400 Punkte, Jeder gegen Jeden, gespielt. Ab 1910 dito, aber im Finale in drei Sätzen à 400 auf 1200 Punkte. Von 1919 bis 1924 auf 500 Punkte, im Finale, wie vorher, auf die dreifache Distanz. Seit 1910 wurden die Weltmeisterschaften als Herausforderungsturnier gespielt. Der Zweitplatzierte hatte innerhalb einer Frist von sechs Monaten das Recht den Titelträger zu fordern und dieses in seiner Heimatstadt auszutragen. Verzichtete er auf dieses, so fiel das Recht an den Drittplatzierten.
1925 fanden zwei Weltmeisterschaften statt. Die erste war ein Herausforderungskampf zwischen den damals führenden Spielern Albert Corty aus Frankreich und dem Holländer Jan Dommering. Dieser Kampf fand vom 29. bis zum 31. Januar in Marseille statt. Die zweite WM vom 14. bis zum 23. April in Paris. Von 1926 bis 1978 ausschließlich bis 400 Punkte. 2003 wurde bis 300 (Qualifikation 250) Punkte gespielt.

### Cadre 45/2 Weltrekordentwicklung
Die offiziellen Weltrekorde wurden bis 1913 bei der Fédération-Française-de-Billard erzielt.

Farblegende
| GD    | Name            | Jahr          |
| ----- | --------------- | ------------- |
| 15,90 | Lucien Rérolle  | WM 1903       |
| 18,34 | Lucien Rérolle  | WM 1914       |
| 26,66 | Charles Faroux  | WM 1919       |
| 28,56 | Albert Corty    | WM 1930       |
| 28,59 | Albert Poensgen | WM 1933       |
| 35,59 | René Gabriëls   | WM 1937       |
| 45,90 | René Gabriëls   | WM 1938       |
| 48,27 | René Gabriëls   | WM 1939       |
| 13,79 | Lucien Rérolle  | FSFAB-WM 1906 |
| 20,40 | Lucien Rérolle  | FSFAB-WM 1907 |
| 23,72 | Alfred Mortier  | FSFAB-WM 1913 |

| BED    | Name               | Jahr          |
| ------ | ------------------ | ------------- |
| 033,33 | Lucien Rérolle     | WM 1903       |
| 041,66 | Charles Faroux     | WM 1919       |
| 045,45 | Charles Darantiére | WM 1923       |
| 050,00 | Albert Corty       | WM 1924       |
| 050,00 | Gustave van Belle  | WM 1929       |
| 066,66 | Walter Baltus      | WM 1930       |
| 080,00 | Gustave van Belle  | WM 1931       |
| 100,00 | René Gabriëls      | WM 1938       |
| 133,33 | René Gabriëls      | WM 1939       |
| 19,04  | Lucien Rérolle     | FSFAB-WM 1906 |
| 26,66  | Lucien Rérolle     | FSFAB-WM 1907 |
| 28,57  | Calvin Demarest    | FSFAB-WM 1908 |
| 40,00  | Alfred Mortier     | FSFAB-WM 1912 |
| 40,00  | Alfred Mortier     | FSFAB-WM 1913 |

| HS  | Name             | Jahr          |
| --- | ---------------- | ------------- |
| 109 | Lucien Rérolle   | WM 1903       |
| 130 | Rudolphe Agassiz | WM 1913       |
| 169 | Charles Faroux   | WM 1913       |
| 182 | Arie Bos         | WM 1921       |
| 184 | Théo Moons       | WM 1924       |
| 258 | Albert Corty     | WM 1924       |
| 269 | René Gabriëls    | WM 1933       |
| 296 | René Gabriëls    | WM 1938       |
| 324 | René Gabriëls    | WM 1939       |
| 133 | Lucien Rérolle   | FSFAB-WM 1906 |
| 175 | Lucien Rérolle   | FSFAB-WM 1908 |
| 178 | Alfred Mortier   | FSFAB-WM 1912 |
| 190 | Alfred Mortier   | FSFAB-WM 1913 |

## Aktuelle Weltrekorde Cadre 47/2
Als erster Sportler stieß Jean Marty 1967 bei einer Cadre-47/2-Weltmeisterschaft eine Partie bis 400 Points in 1 Aufnahme aus. Es folgten weitere acht Akteure. Bis 300 Points schafften das Frédéric Caudron und Fabian Blondeel.
Den besten GD bei einer Cadre-47/2-Weltmeisterschaft erzielte der Spanier Rafael Garcia mit 131,90; Bei einer Fünfkampf-Weltmeisterschaft spielte Raymond Ceulemans 1975 einen GD von 154,23. Die höchste prolongierte Serie bei einer Cadre-47/2-Weltmeisterschaft spielte der Niederländer Hans Vultink mit 735 Punkten (1973 in Krefeld). Ludo Dielis erzielte 1972 bei der Fünfkampf-Weltmeisterschaft 772 Punkte(prolongiert).

### Cadre 47/2 Weltrekordentwicklung
Legende
| GD     | Name              | Jahr       |
| ------ | ----------------- | ---------- |
| 043,23 | René Gabriëls     | WM 1949    |
| 074,12 | Henk Scholte      | FK-WM 1965 |
| 102,85 | Jean Marty        | WM 1967    |
| 118,75 | Raymond Ceulemans | FK-WM 1972 |
| 154,23 | Raymond Ceulemans | FK-WM 1975 |

| BED    | Name               | Jahr       |
| ------ | ------------------ | ---------- |
| 133,33 | Clement van Hassel | WM 1949    |
| 200,00 | Antoine Schrauwen  | FK-WM 1965 |
| 400,00 | Jean Marty         | WM 1967    |
| 400,00 | Raymond Ceulemans  | FK-WM 1969 |
| 400,00 | Henk Scholte       | WM 1969    |
| 400,00 | Ludo Dielis        | FK-WM 1972 |
| 400,00 | Hans Vultink       | WM 1973    |
| 400,00 | Francis Connesson  | FK-WM 1974 |
| 400,00 | Manuel Girves      | WM 1974    |
| 400,00 | Raymond Ceulemans  | FK-WM 1975 |
| 400,00 | Ludo Dielis        | WM 1978    |

| HS                | Name               | Jahr       |
| ----------------- | ------------------ | ---------- |
| 264               | René Gabriëls      | WM 1949    |
| 273               | Clement van Hassel | WM 1951    |
| 319               | Joseph Vervest     | WM 1962    |
| 366               | Joseph Vervest     | WM 1964    |
| 400               | Jean Marty         | WM 1967    |
| 400               | Raymond Ceulemans  | FK-WM 1969 |
| 400               | Henk Scholte       | WM 1969    |
| 400               | Ludo Dielis        | FK-WM 1972 |
| 400               | Hans Vultink       | WM 1973    |
| 400               | Francis Connesson  | FK-WM 1974 |
| 400               | Manuel Girves      | WM 1974    |
| 400               | Raymond Ceulemans  | FK-WM 1975 |
| 400               | Ludo Dielis        | WM 1978    |
| 772 (prolongiert) | Ludo Dielis        | FK-WM 1972 |

## Turnierstatistik
Der GD gibt den Generaldurchschnitt des jeweiligen Spielers während des Turniers an. Die Ergebnisse vor 1914 sind sehr unvollständig. Zum Teil wurde nur das Endspiel ausgetragen und kein Spiel um Platz 3. Bis 1947 wurde die WM im Cadre 45/2 ausgetragen, danach dann im Cadre 47/2.
Legende
WM als 45/2 ausgetragen
| Fédération-Française-de-Billard-Weltmeisterschaften                              | Fédération-Française-de-Billard-Weltmeisterschaften | Fédération-Française-de-Billard-Weltmeisterschaften | Fédération-Française-de-Billard-Weltmeisterschaften | Fédération-Française-de-Billard-Weltmeisterschaften | Fédération-Française-de-Billard-Weltmeisterschaften | Fédération-Française-de-Billard-Weltmeisterschaften | Fédération-Française-de-Billard-Weltmeisterschaften | Fédération-Française-de-Billard-Weltmeisterschaften |
| Nr.                                                                              | Jahr                                                | Ort                                                 | Sieger                                              | GD                                                  | Platz 2                                             | GD                                                  | Platz 3                                             | GD                                                  |
| -------------------------------------------------------------------------------- | --------------------------------------------------- | --------------------------------------------------- | --------------------------------------------------- | --------------------------------------------------- | --------------------------------------------------- | --------------------------------------------------- | --------------------------------------------------- | --------------------------------------------------- |
| 01                                                                               | 1903                                                | Paris                                               | Lucien Rérolle                                      | 15,90                                               | Hector Rasquinet                                    | 9,82                                                | Léon Fouquet                                        | ?                                                   |
| 02                                                                               | 1904                                                | Paris                                               | Louis Naves                                         | ?                                                   | Jean Delhom                                         | ?                                                   | Fernand Monge                                       | ?                                                   |
| 03                                                                               | 1905                                                | Paris                                               | Jean van Duppen                                     | ?                                                   | Barthélémy Maure                                    | ?                                                   | François Weerst                                     | ?                                                   |
| 04                                                                               | 1906                                                | Brüssel                                             | Jean van Duppen                                     | 9,19                                                | Albert Poensgen                                     | 7,73                                                | Louis Naves                                         | 6,68                                                |
| 05                                                                               | 1907                                                | Paris                                               | B. Colette                                          | ?                                                   | Charles Faroux                                      | ?                                                   | Louis Naves                                         | ?                                                   |
| 06                                                                               | 1908                                                | Paris                                               | E. Macquet                                          | ?                                                   | Barthélémy Maure                                    | ?                                                   | unbekannt                                           | ?                                                   |
| 07                                                                               | 1909                                                | Paris                                               | Pierre Sels                                         | 18,34                                               | unbekannt                                           | ?                                                   | unbekannt                                           | ?                                                   |
| 08                                                                               | 1910                                                | Paris                                               | Pierre Sels                                         | 10,00                                               | Charles Faroux                                      | 9,85                                                | unbekannt                                           | ?                                                   |
| 09                                                                               | 1912                                                | Paris                                               | Charles Faroux                                      | 13,33                                               | Pierre Sels                                         | ?                                                   | unbekannt                                           | ?                                                   |
| 10                                                                               | 1913                                                | Antwerpen                                           | Pierre Sels                                         | 13,55                                               | Henri Maréchal                                      | 9,72                                                | ? Edmond                                            | 9,88                                                |
| Fédération-Française-des-Amateurs-de-Billard-Weltmeisterschaften                 |                                                     |                                                     |                                                     |                                                     |                                                     |                                                     |                                                     |                                                     |
| Nr.                                                                              | Jahr                                                | Ort                                                 | Sieger                                              | GD                                                  | Platz 2                                             | GD                                                  | Platz 3                                             | GD                                                  |
| 11                                                                               | 1914                                                | Paris                                               | Pierre Sels                                         | 18,34                                               | Rodolphe Agassiz                                    | 16,87                                               | Charles Faroux                                      | 14,26                                               |
| 12                                                                               | 1919                                                | Paris                                               | Charles Faroux                                      | 26,66                                               | Jean de Gasparin                                    | 11,66                                               | Henri Maréchal                                      | 11,41                                               |
| 13                                                                               | 1920                                                | Paris                                               | Edouard Roudil                                      | 23,36                                               | Arie Bos                                            | 22,40                                               | Charles Faroux                                      | 16,48                                               |
| 14                                                                               | 1921                                                | Paris                                               | Arie Bos                                            | 21,27                                               | Charles Faroux                                      | 19,31                                               | Albert Corty                                        | 11,73                                               |
| 15                                                                               | 1922                                                | Paris                                               | Charles Darantière                                  | 13,58                                               | Charles Faroux                                      | 17,38                                               | Théo Moons                                          | 16,48                                               |
| Fédération-Internationale-des-Amateurs-de-Billard-Weltmeisterschaft              |                                                     |                                                     |                                                     |                                                     |                                                     |                                                     |                                                     |                                                     |
| Nr.                                                                              | Jahr                                                | Ort                                                 | Sieger                                              | GD                                                  | Platz 2                                             | GD                                                  | Platz 3                                             | GD                                                  |
| 16                                                                               | 1923                                                | Paris                                               | Théo Moons                                          | 18,23                                               | Charles Faroux                                      | 19,81                                               | Albert Corty                                        | 20,91                                               |
| Union-Internationale-des-Fédérations-des-Amateurs-de-Billard-Weltmeisterschaften |                                                     |                                                     |                                                     |                                                     |                                                     |                                                     |                                                     |                                                     |
| Nr.                                                                              | Jahr                                                | Ort                                                 | Sieger                                              | GD                                                  | Platz 2                                             | GD                                                  | Platz 3                                             | GD                                                  |
| 17                                                                               | 1924                                                | Paris                                               | Albert Corty                                        | 24,27                                               | Jan Dommering                                       | 22,02                                               | Théo Moons                                          | 19,41                                               |
| 18                                                                               | 1925                                                | Paris                                               | Jan Dommering                                       | 16,40                                               | Théo Moons                                          | 20,81                                               | Albert Corty                                        | 16,10                                               |
| 19                                                                               | 1926                                                | Paris                                               | Théo Moons                                          | 17,20                                               | Jan Dommering                                       | 17,46                                               | Gustave van Belle                                   | 16,95                                               |
| 20                                                                               | 1927                                                | Paris                                               | Théo Moons                                          | 14,07                                               | Charles Faroux                                      | 12,41                                               | Edmond Soussa                                       | 13,68                                               |
| 21                                                                               | 1928                                                | Amsterdam                                           | Théo Moons                                          | 19,67                                               | Gustave van Belle                                   | 21,07                                               | Edmond Soussa                                       | 19,20                                               |
| 22                                                                               | 1929                                                | Marseille                                           | Théo Moons                                          | 16,37                                               | Gustave van Belle                                   | 20,59                                               | Edmond Soussa                                       | 16,89                                               |
| 23                                                                               | 1930                                                | Antwerpen                                           | Victor Luypaerts                                    | 22,18                                               | Edmond Soussa                                       | 28,06                                               | Albert Corty                                        | 28,56                                               |
| 24                                                                               | 1931                                                | Genf                                                | Albert Poensgen                                     | 21,05                                               | Théo Moons                                          | 23,58                                               | Gustave van Belle                                   | 25,52                                               |
| 25                                                                               | 1932                                                | New York                                            | Albert Poensgen                                     | 15,93                                               | Gustave van Belle                                   | 14,17                                               | Edmond Soussa                                       | 18,79                                               |
| 26                                                                               | 1933                                                | Köln                                                | Edmond Soussa                                       | 23,49                                               | Albert Poensgen                                     | 28,59                                               | Jan Dommering                                       | 20,54                                               |
| 27                                                                               | 1934                                                | Groningen                                           | Gustave van Belle                                   | 19,96                                               | Jean Albert                                         | 18,20                                               | Walter Joachim                                      | 13,63                                               |
| 28                                                                               | 1935                                                | Montpellier                                         | Jacques Davin                                       | 22,96                                               | Jean Albert                                         | 18,22                                               | Théo Moons                                          | 18,61                                               |
| 29                                                                               | 1936                                                | Barcelona                                           | René Gabriëls                                       | 23,22                                               | Théo Moons                                          | 17,75                                               | Jan Sweering                                        | 16,94                                               |
| 30                                                                               | 1937                                                | Groningen                                           | René Gabriëls                                       | 35,59                                               | Constant Côte                                       | 21,73                                               | Louis Chassereau                                    | 20,19                                               |
| 31                                                                               | 1938                                                | Antwerpen                                           | René Gabriëls                                       | 45,90                                               | Constant Côte                                       | 27,61                                               | Théo Moons                                          | 23,87                                               |
| 32                                                                               | 1939                                                | Amsterdam                                           | René Gabriëls                                       | 48,27                                               | Constant Côte                                       | 25,96                                               | Jan Sweering                                        | 18,11                                               |
| 33                                                                               | 1947                                                | Saragossa                                           | Piet van de Pol                                     | 45,45                                               | Joaquín Domingo                                     | 25,88                                               | Pedro Leopoldo Carrera                              | 23,51                                               |
| 34                                                                               | 1949                                                | Amsterdam                                           | Piet van de Pol                                     | 32,18                                               | René Gabriëls                                       | 43,23                                               | Clement van Hassel                                  | 35,40                                               |
| 35                                                                               | 1951                                                | Buenos Aires                                        | Pedro Leopoldo Carrera                              | 34,83                                               | René Gabriëls                                       | 31,65                                               | Clement van Hassel                                  | 29,78                                               |
| Union-Mondiale-de-Billard-Weltmeisterschaften                                    |                                                     |                                                     |                                                     |                                                     |                                                     |                                                     |                                                     |                                                     |
| Nr.                                                                              | Jahr                                                | Ort                                                 | Sieger                                              | GD                                                  | Platz 2                                             | GD                                                  | Platz 3                                             | GD                                                  |
| 36                                                                               | 1962                                                | Düsseldorf                                          | Jos Vervest                                         | 33,33                                               | Piet van de Pol                                     | 21,88                                               | Siegfried Spielmann                                 | 22,11                                               |
| 37                                                                               | 1964                                                | Berlin                                              | Jos Vervest                                         | 27,84                                               | José Gálvez                                         | 24,21                                               | Antoine Schrauwen                                   | 33,25                                               |
| 38                                                                               | 1967                                                | Kairo                                               | Jean Marty                                          | 102,85                                              | Hans Vultink                                        | 48,70                                               | Antoine Schrauwen                                   | 52,96                                               |
| 39                                                                               | 1969                                                | Groningen                                           | Antoine Schrauwen                                   | 84,84                                               | Ludo Dielis                                         | 83,39                                               | José Gálvez                                         | 60,20                                               |
| 40                                                                               | 1973                                                | Krefeld                                             | Hans Vultink                                        | 86,53                                               | Dieter Müller                                       | 76,85                                               | Roland Dufetelle                                    | 58,28                                               |
| 41                                                                               | 1974                                                | Buenos Aires                                        | Hans Vultink                                        | 55,81                                               | Osvaldo Berardi                                     | 51,42                                               | Manuel Girves                                       | 35,83                                               |
| 42                                                                               | 1978                                                | Rheden                                              | Francis Connesson                                   | 79,51                                               | Ludo Dielis                                         | 85,07                                               | Dieter Wirtz                                        | 49,94                                               |
| Nr.                                                                              | Jahr                                                | Ort                                                 | Sieger                                              | GD                                                  | Platz 2                                             | GD                                                  | Halbfinalisten                                      | GD                                                  |
| 43                                                                               | 2003                                                | Ronchin                                             | Frédéric Caudron                                    | 126,66                                              | Fabian Blondeel                                     | 89,00                                               | Rafael Garcia                                       | 131,90                                              |
| 43                                                                               | 2003                                                | Ronchin                                             | Frédéric Caudron                                    | 126,66                                              | Fabian Blondeel                                     | 89,00                                               | Henri Tilleman                                      | 64,19                                               |

## Medaillenspiegel
Legende
WM als 45/2 ausgetragen
| Platz | Name                   | Gold (45/2) | Gold (47/2) | Silber (45/2) | Silber (47/2) | Bronze (45/2) | Bronze (47/2) | Erste- Teilnahme | Ort         |
| ----- | ---------------------- | ----------- | ----------- | ------------- | ------------- | ------------- | ------------- | ---------------- | ----------- |
| 01.   | Théo Moons             | 5           |             | 3             |               | 4             |               | 1922             | Paris       |
| 02.   | René Gabriëls          | 4           |             |               | 2             |               |               | 1933             | Köln        |
| 03.   | Pierre Sels            | 4           |             | 1             |               |               |               | 1909             | Paris       |
| 04.   | Charles Faroux         | 2           |             | 6             |               | 2             |               | 1907             | Paris       |
| 05.   | Albert Poensgen        | 2           |             | 2             |               |               |               | 1906             | Brüssel     |
| 06.   | Piet van de Pol        | 1           | 1           |               | 1             |               |               | 1947             | Saragossa   |
| 07.   | Jean van Duppen        | 2           |             |               |               |               |               | 1905             | Paris       |
|       | Joseph Vervest         |             | 2           |               |               |               |               | 1962             | Düsseldorf  |
|       | Hans Vultink           |             | 2           |               |               |               |               | 1967             | Kairo       |
| 10.   | Gustave van Belle      | 1           |             | 3             |               | 2             |               | 1923             | Paris       |
| 11.   | Jan Dommering          | 1           |             | 2             |               | 1             |               | 1924             | Paris       |
| 12.   | Edmond Soussa          | 1           |             | 1             |               | 4             |               | 1924             | Paris       |
| 13.   | Arie Bos               | 1           |             | 1             |               |               |               | 1920             | Paris       |
| 14.   | Albert Corty           | 1           |             |               |               | 4             |               | 1921             | Paris       |
| 15.   | Louis Naves            | 1           |             |               |               | 2             |               | 1903             | Paris       |
| 16.   | Antoine Schrauwen      |             | 1           |               |               |               | 1             | 1964             | Berlin      |
| 17.   | Lucien Rérolle         | 1           |             |               |               |               |               | 1903             | Paris       |
|       | B. Colette             | 1           |             |               |               |               |               | 1907             | Paris       |
|       | E. Macquet             | 1           |             |               |               |               |               | 1908             | Paris       |
|       | Edouard Roudil         | 1           |             |               |               |               |               | 1920             | Paris       |
|       | Charles Darantière     | 1           |             |               |               |               |               | 1920             | Paris       |
|       | Victor Luypaerts       | 1           |             |               |               |               |               | 1930             | Antwerpen   |
|       | Jacques Davin          | 1           |             |               |               |               |               | 1929             | Marseille   |
|       | Pedro Leopoldo Carrera |             | 1           |               |               |               |               | 1947             | Saragossa   |
|       | Francis Connesson      |             | 1           |               |               |               |               | 1978             | Rheden      |
|       | Frédéric Caudron       |             | 1           |               |               |               |               | 2003             | Ronchin     |
| 27.   | Constant Côte          |             |             | 3             |               |               |               | 1934             | Groningen   |
| 28.   | Barthélémy Maure       |             |             | 2             |               |               |               | 1903             | Paris       |
|       | Jean Albert            |             |             | 2             |               |               |               | 1934             | Groningen   |
|       | Ludo Dielis            |             |             |               | 2             |               |               | 1969             | Groningen   |
| 31.   | Henri Maréchal         |             |             | 1             |               | 1             |               | 1913             | Antwerpen   |
|       | José Gálvez            |             |             |               | 1             |               | 1             | 1964             | Berlin      |
| 33.   | Hector Rasquinet       |             |             | 1             |               |               |               | 1903             | Paris       |
|       | Jean Delhom            |             |             | 1             |               |               |               | 1904             | Paris       |
|       | Rodolphe Agassiz       |             |             | 1             |               |               |               | 1913             | Antwerpen   |
|       | Jean de Gasparin       |             |             | 1             |               |               |               | 1919             | Paris       |
|       | Joaquín Domingo        |             |             | 1             |               |               |               | 1935             | Montpellier |
|       | Dieter Müller          |             |             |               | 1             |               |               | 1969             | Groningen   |
|       | Osvaldo Berardi        |             |             |               | 1             |               |               | 1962             | Düsseldorf  |
|       | Fabian Blondeel        |             |             |               | 1             |               |               | 2003             | Ronchin     |
| 41.   | Jan Sweering           |             |             |               |               | 2             |               | 1934             | Groningen   |
|       | Clément van Hassel     |             |             |               |               | 2             |               | 1949             | Amsterdam   |
| 43.   | Léon Fouquet           |             |             |               |               | 1             |               | 1903             | Paris       |
|       | Fernand Monge          |             |             |               |               | 1             |               | 1904             | Paris       |
|       | François Weerst        |             |             |               |               | 1             |               | 1905             | Paris       |
|       | ? Edmond               |             |             |               |               | 1             |               | 1913             | Antwerpen   |
|       | Walter Joachim         |             |             |               |               | 1             |               | 1933             | Köln        |
|       | Louis Chassereau       |             |             |               |               | 1             |               | 1937             | Groningen   |
|       | Siegfried Spielmann    |             |             |               |               |               | 1             | 1962             | Düsseldorf  |
|       | Roland Dufetelle       |             |             |               |               |               | 1             | 1973             | Krefeld     |
|       | Manuel Girves          |             |             |               |               |               | 1             | 1964             | Berlin      |
|       | Dieter Wirtz           |             |             |               |               |               | 1             | 1978             | Rheden      |
|       | Rafael Garcia          |             |             |               |               |               | 1             | 2003             | Ronchin     |
|       | Henri Tilleman         |             |             |               |               |               | 1             | 2003             | Ronchin     |

| Platz | Name        | Gold | Silber | Bronze |
| ----- | ----------- | ---- | ------ | ------ |
| 01.   | Belgien     | 23   | 11     | 11     |
| 02.   | Frankreich  | 10   | 15     | 12     |
| 03.   | Niederlande | 6    | 4      | 3      |
| 04.   | Deutschland | 2    | 4      | 2      |
| 05.   | Ägypten     | 1    | 1      | 4      |
| 06.   | Argentinien | 1    | 1      | 1      |
| 07.   | Spanien     | 0    | 2      | 1      |
| 08.   | Schweiz     | 0    | 1      | 0      |

Quellen: 